# Shortmoves

Logo des Festivals

Shortmoves war ein internationales Kurzfilmfestival in Halle (Saale), das von 2001 bis 2010 jährlich im Herbst stattfand. 

## Geschichte
Ins Leben gerufen wurde Shortmoves von René Langner und Matthias Golinski. Sie entwickelten im Rahmen eines Praktikums für ihr Studium der Kultur- und Medienpädagogik an der Fachhochschule Merseburg die Idee, ein Kurzfilmfestival, das es in Sachsen-Anhalt noch nicht gab, zu organisieren.  Ab 2009 übernahm das Hallische Institut für Medien e.V. die Organisation des Festivals. Zusammen mit Studenten und Dozenten der Medien- und Kommunikationswissenschaften der Martin-Luther-Universität Halle-Wittenberg wurde das Festival weiterentwickelt und durchgeführt. Dabei fungierte René Langner als künstlerischer Leiter. Seit 2011 ist Shortmoves, das internationale Kurzfilmfestival eingestellt. Der Gründer, René Langner, beendete seine Tätigkeit als künstlerischer Leiter und wollte sein „Baby“ nicht in andere Hände geben. Zehn Jahre gab es Shortmoves in Halle, in denen die Filmemacher und das hallesche Publikum auf interessante Höhepunkte zurücksehen können. So wurden zum Jubiläum 2010 erstmals zwei Kinos bespielt, die an beiden Festivaltagen fast ausverkauft waren und die festivalbegleitende Podiumsdiskussion war ausgesprochen gut besucht. Das festivalbegleitende Seminar der Dozenten Manja Rothe-Balogh, Dr. Steffi Schültzke und Dr. Thomas Wilke an der Martin-Luther-Universität Halle-Wittenberg wurde im Oktober 2010 mit einem Lehrpreis für innovative Lehrkonzepte ausgezeichnet.

## Ablauf
Shortmoves war kein ausschließlich studentisches Festival, sondern Filmemacher und Laien aller Altersgruppen und Nationalitäten wurden angesprochen. So kamen etwa zwei Drittel der eingesendeten Filme aus Deutschland, während die übrigen Einreichungen international waren und hauptsächlich aus europäischen Ländern stammten. Eine Auswahl der eingereichten Filme wurde an zwei Tagen in einem Kino der Stadt gezeigt. Dabei wurden ein Jury- und ein Publikumspreis sowie ein Sonderpreis der Kunststiftung Sachsen-Anhalt vergeben. 
Shortmoves beschränkte weder Genre noch Sujet. Deshalb reichte die Machart der Beiträge von Story, Dokumentation, Fiktion, über Animation, Musik oder Experimental. Die einzige Einschränkung bestand in der Länge der Filme: Diese durften maximal 15 Minuten lang sein.

## Preisträger (Auswahl)
- 2010 ging der Jurypreis an die spanische Produktion El Cortejo von Marina Seresesky, der Publikumspreis sowie der Sonderpreis der Kunststiftung des Landes Sachsen-Anhalt wurden an den Kurzspielfilm Smáfuglar unter der Regie von Rúnar Rúnarsson aus Dänemark verliehen.[1]
- 2009 ging der Jurypreis an die deutsche Produktion Post! von Christian Asmussen und Matthias Braun, der Publikumspreis ging an True Beauty This Night unter der Regie von US-Amerikaner Peter Besson und der Innovationspreis wurde an The attack of the robots from Nebula-5 vom spanischen Regisseur Chema García Ibarra verliehen.[2]
- 2008 gewann Was übrig bleibt den Jurypreis. Fabian Daub und Andreas Gräfenstein waren die Regisseure. Den Publikumspreis erhielt Patrouille von Wendy Dettmann.
- 2007 hieß der Gewinner des Jurypreises Igor Legaretta und Emilio Pérez mit dem Kurzfilm El gran Zambini. Den Publikumspreis konnte der Streifen Sintonia von Jose Mari Goenaga verbuchen.[3]
- 2006 gewann 37 ohne Zwiebeln von André Erkau den Publikumspreis.